# 甘木郵便局
甘木郵便局（あまぎゆうびんきょく）は、福岡県朝倉市にある郵便局である。民営化前の分類では集配普通郵便局であった。

## 概要
住所：〒838-8799 福岡県朝倉市甘木948

## 沿革
- 1873年（明治6年）10月1日 - 甘木郵便仮役所として開設[1]。
- 1875年（明治8年）1月1日 - 甘木郵便局（五等）となる。
- 1879年（明治12年） - 為替取扱を開始。
- 1882年（明治15年） - 貯金取扱を開始。
- 1890年（明治23年）1月1日 - 甘木郵便電信局となる。
- 1903年（明治36年）4月1日 - 通信官署官制の施行に伴い甘木郵便局となる。
- 1956年（昭和31年）10月11日 - 電話通話および和文電報受付事務の取扱を開始[2]。
- 1957年（昭和32年）4月 - 局舎新築落成。
- 1960年（昭和35年）12月1日 - 福田郵便局から集配業務を移管[3]。
- 1987年（昭和62年）11月 - 局舎新築。
- 1990年（平成2年）10月1日 - 三奈木郵便局および秋月郵便局から集配業務を移管。
- 1999年（平成11年） - 外国通貨の両替および旅行小切手の売買に関する業務取扱を開始。
- 2007年（平成19年）10月1日 - 民営化に伴い、併設された郵便事業甘木支店に一部業務を移管。
- 2012年（平成24年）10月1日 - 日本郵便株式会社発足に伴い、郵便事業甘木支店を甘木郵便局に統合。

## 取扱内容
- 郵便、印紙、ゆうパック、内容証明
- 貯金、為替、振替、振込、国際送金、国債、投資信託
- 生命保険、バイク自賠責保険、自動車保険
- ゆうちょ銀行ATM
- 朝倉市内、朝倉郡筑前町内のそれぞれ一部地域および朝倉郡東峰村内全域の集配業務
- ゆうゆう窓口

## 周辺
- 甘木アーケード商店街
- 福岡県立朝倉高等学校
- 朝倉市立甘木小学校
- 福岡県朝倉総合庁舎
- 国道322号

## アクセス
- 西鉄甘木線 甘木駅から徒歩約10分、甘木鉄道甘木線 甘木駅から徒歩約12分
- 西鉄バス 甘木バスセンター、もしくは甘木観光バス 甘木中央停留所下車
- 大分自動車道 甘木ICから北へ約2.5km
- 駐車場あり：9台